# رئوس مطالب استرالیا

محل استرالیا

این طرح کلی از استرالیا یک نمای کلی و راهنمای موضوعی برای جنبه‌های مختلف کشور استرالیا است.
استرالیا هم به قاره استرالیا و هم به کشورهای مشترک المنافع استرالیا اشاره دارد.
قاره استرالیا، کوچکترین قاره جهان، در نیمکره جنوبی است و هم با اقیانوس هند و هم با اقیانوس آرام همسایه است.
سرزمین مشترک المنافع استرالیا شامل سرزمین اصلی قاره استرالیا، جزیره اصلی تاسمانی، سایر جزایر نزدیک و سرزمینهای مختلف خارجی است.
کشورهای همسایه آن اندونزی، تیمور شرقی و پاپوآ گینه نو در شمال، جزایر سلیمان، وانواتو و کالدونیای جدید در شمال شرقی و نیوزیلند در جنوب شرقی هستند.
سرزمین اصلی استرالیا حداقل ۵۰٬۰۰۰ سال توسط بومیان استرالیایی ساکن بوده‌است. پس از بازدیدهای پراکنده ماهیگیران از شمال و سپس کشف اروپاییان توسط کاوشگران هلندی در سال ۱۶۰۶، نیمه شرقی استرالیا بعداً در سال ۱۷۷۰ توسط انگلیس مورد ادعا قرار گرفت و در ابتدا سکونت در آن به عنوان بخشی از مستعمره نیو ساوت ولز از طریق تبعید کیفری از ۲۶ ژانویه ۱۷۸۸ آغاز شود. با افزایش جمعیت و کاوش مناطق جدید، پنج مستعمره تاج اکثراً خود مختار در طول قرن نوزدهم تأسیس شدند.